# 창원시 성산구 (선거구)
창원시 성산구는 대한민국의 국회의원 선거구이다. 경상남도 창원시 성산구 일대를 관할한다. 현 지역구 국회의원은 더불어민주당의 허성무이다.

## 역사
2010년 7월 1일을 기해 마산시, 창원시, 진해시가 통합되면서 통합 창원시가 출범했다. 또한 창원시에 구제가 실시되면서 창원시 을 선거구 관할 지역에 성산구가 신설되었다. 이에 제19대 국회의원 선거를 앞두고 창원시 을 선거구가 창원시 성산구 선거구로 개편되었다.
2021년 7월을 기해 기존에 용지동을 포함한 일부 지역들이 의창구에서 성산구로 편입되었다. 이에 제22대 국회의원 선거를 앞두고 해당 지역들을 선거구에 편입했다.

## 관할 구역
| 대수  | 관할 구역          |
| ----- | ------------------ |
| 19대~ | 창원시 성산구 일원 |

## 역대 국회의원
| 선거   | 정당 | 정당         | 의원   |
| ------ | ---- | ------------ | ------ |
| 2012년 |      | 새누리당     | 강기윤 |
| 2016년 |      | 정의당       | 노회찬 |
| 2019년 |      | 정의당       | 여영국 |
| 2020년 |      | 미래통합당   | 강기윤 |
| 2024년 |      | 더불어민주당 | 허성무 |

## 역대 선거 결과

### 대한민국 제19대 국회의원 선거
|  | 49.04% |

|  | 43.83% |

|  | 7.12% |

### 대한민국 제20대 국회의원 선거
|  | 51.50% |

|  | 40.21% |

|  | 8.27% |

### 2019년 대한민국 재보궐선거
|  | 45.75% |

|  | 45.21% |

|  | 3.79% |

|  | 3.57% |

|  | 0.89% |

|  | 0.75% |

### 대한민국 제21대 국회의원 선거
|  | 47.30% |

|  | 34.89% |

|  | 15.82% |

|  | 1.01% |

|  | 0.55% |

|  | 0.41% |

### 대한민국 제22대 국회의원 선거
|  | 46.38% |

|  | 45.70% |

|  | 7.91% |

## 같이 보기
- 대한민국의 국회의원 선거구 목록